# Jake McLaughlin
Jacob Adam McLaughlin, detto Jake (Paradise, 7 ottobre 1982), è un attore statunitense.

## Biografia
Ha fatto parte dell'esercito degli Stati Uniti rimanendo anche ferito nel corso della guerra in Iraq. Al rientro, stabilitosi a Chico (California) ha lavorato come guardia di sicurezza. Nel 2007 ha preso parte al primo film e per alcuni anni si è dedicato all'attività di attore in importanti serie TV, senza però interpretare ruoli di primo piano. Nel 2009 ha preso parte al remake di Crash, interpretando Bo. Nel 2011 ha recitato in Warrior. Dal 2014 (l'episodio pilota è stato trasmesso nel 2013) è il protagonista maschile della serie TV Believe, trasmessa dalla NBC e ideata da Alfonso Cuarón e Mark Friedman serie però cancellata alla prima stagione, mentre era ancora in corso.

## Filmografia

### Cinema
- Nella valle di Elah (In the Valley of Elah), regia di Paul Haggis (2007)
- Cloverfield, regia di Matt Reeves (2008) – non accreditato
- Ultimatum alla Terra (The Day the Earth Stood Still), regia di Scott Derrickson (2008)
- The PayOff, regia di Clint Lilley – cortometraggio (2010)
- Tea Ball, regia di Kevin Gregg – cortometraggio (2010)
- Super 8, regia di J. J. Abrams (2011) – non accreditato
- Warrior, regia di Gavin O'Connor (2011)
- Safe House - Nessuno è al sicuro (Safe House), regia di Daniel Espinosa (2012)
- Le belve (Savages), regia di Oliver Stone (2012)
- Pain, regia di John La Tier (2014)
- Black Dog, Red Dog, regia di Adriana Cepeda Spinosa, James Franco, Anastasia Frank, Pedro Gómez Millán, Zachary Kerschberg, Brian Lannin, Leonora Lonsdale, Jon Matthew, Charles Rogers e Isabella Wing-Davey (2015)
- Forever, regia di Tatia Pilieva (2015)
- Another Time, regia di Thomas Hennessy (2018)
- Home, regia di Franka Potente (2020)

### Televisione
- The Unit – serie TV, episodio 3x01 (2007)
- CSI - Scena del crimine (CSI: Crime Scene Investigation) – serie TV, episodio 8x02 (2007)
- CSI: Miami – serie TV, episodio 7x02 (2008)
- Leverage - Consulenze illegali (Leverage) – serie TV, episodio 1x02 (2008)
- Criminal Minds – serie TV, episodio 4x10 (2008)
- Heroes – serie TV, episodio 3x21 (2009)
- Chasing a Dream, regia di David Burton Morris – film TV (2009)
- Cold Case - Delitti irrisolti (Cold Case) – serie TV, episodi 6x22-6x23 (2009)
- The Philanthropist – serie TV, episodio 1x06 (2009)
- Crash – serie TV, 13 episodi (2009)
- NCIS: Los Angeles – serie TV, episodio 1x17 (2010)
- Grey's Anatomy – serie TV, episodio 6x19 (2010)
- The Mentalist – serie TV, episodio 3x11 (2011)
- In Plain Sight - Protezione testimoni (In Plain Sight) – serie TV, episodio 4x11 (2011)
- The Whole Truth – serie TV, episodio 1x13 (2011)
- Believe – serie TV, 13 episodi (2014)
- Scorpion – serie TV, episodio 1x10 (2014)
- Quantico – serie TV, 57 episodi (2015-2018)
- Black Bird, regia di Michaël R. Roskam, Jim McKay e Joe Chappelle – miniserie TV, puntate 02-04-06 (2022)
- Will Trent – serie TV, 41 episodi (2023-in corso)
- Yellowstone – serie TV, episodi 5x10-5x12 (2024)

## Doppiatori italiani
Nelle versioni in italiano delle opere in cui ha recitato, Jake McLaughlin è stato doppiato da:
- Francesco Pezzulli in Nella valle di Elah, CSI: Miami,  Grey's Anatomy
- Andrea Mete in Leverage - Consulenze illegale, Quantico, Will Trent
- Fabrizio De Flaviis in Cold Case - Delitti irrisolti, Yellowstone
- Gianfranco Miranda in CSI - Scena del crimine
- Massimo Triggiani in Criminal Minds
- Francesco Bulckaen in Crash
- Riccardo Scarafoni in NCIS: Los Angeles
- Roberto Gammino in The Mentalist
- Edoardo Stoppacciaro in Warrior
- Stefano Thermes in Safe House
- Massimiliano Manfredi in Le belve
- Daniele Raffaeli in Believe